# Ивановское (Марковский сельсовет, Вологодский район)
Ивановское — деревня в Вологодском районе Вологодской области.
Входит в состав Марковского сельского поселения, с точки зрения административно-территориального деления — в Марковский сельсовет.
Расстояние по автодороге до районного центра Вологды — 29 км, до центра муниципального образования Васильевского — 7 км. Ближайшие населённые пункты — Неверовское, Фроловское, Редькино, Марково.
По переписи 2002 года население — 2 человека.